# Julie Baumann
Julie Baumann, nata Rocheleau  (Saint-Jérôme, 17 giugno 1964), è un'ex ostacolista canadese naturalizzata svizzera.

## Palmarès
| Anno                             | Manifestazione          | Sede       | Evento      | Risultato        | Prestazione | Note |
| -------------------------------- | ----------------------- | ---------- | ----------- | ---------------- | ----------- | ---- |
| In rappresentanza del Canada     |                         |            |             |                  |             |      |
| 1986                             | Giochi del Commonwealth | Edimburgo  | 100 m hs    | 4ª               | 13"46       |      |
| 1987                             | Universiadi             | Zagabria   | 100 m hs    | Semifinale       | 13"49       |      |
| 1988                             | Giochi olimpici         | Seul       | 100 m piani | Quarti di finale | 11"75       |      |
| 1988                             | Giochi olimpici         | Seul       | 100 m hs    | 6ª               | 12"99       |      |
| In rappresentanza della Svizzera |                         |            |             |                  |             |      |
| 1991                             | Mondiali                | Tokyo      | 100 m hs    | 5ª               | 12"88       |      |
| 1992                             | Europei indoor          | Genova     | 60 m hs     | 5ª               | 8"11        |      |
| 1993                             | Mondiali indoor         | Toronto    | 60 m hs     | Oro              | 7"96        |      |
| 1993                             | Mondiali                | Stoccarda  | 100 m hs    | Semifinale       | 12"99       |      |
| 1994                             | Europei                 | Helsinki   | 100 m hs    | 6ª               | 13"10       |      |
| 1995                             | Mondiali indoor         | Barcellona | 60 m hs     | Semifinale       | 8"10        |      |
| 1995                             | Mondiali                | Göteborg   | 100 m hs    | 5ª               | 12"95       |      |
| 1996                             | Giochi olimpici         | Atlanta    | 100 m hs    | Semifinale       | 12"90       |      |
| 1997                             | Mondiali                | Atene      | 100 m hs    | Semifinale       | 12"97       |      |
| 1998                             | Europei                 | Budapest   | 100 m hs    | 7ª               | 13"15       |      |